# (20978) 1981 EW10
A (20978) 1981 EW10 a Naprendszer kisbolygóövében található aszteroida. Schelte J. Bus fedezte fel 1981. március 1-jén.